# ایرماشوو
ایرماشوو (انگلیسی: Irmashevo) یک شهرک در شهرستان ایلیشفسکی استان باشقیرستان کشور روسیه است.